# Forcella (L'Aquila)
Forcella, anche denominata Forcella del Contado o Forcella dell'Aquila, è stata una località situata in Abruzzo, al confine tra i territori di Cagnano Amiterno e Preturo, oggi corrispondente alle frazioni aquilane di Casaline, Menzano e Santi. Nel XIII secolo è stato uno dei castelli che hanno partecipato alla fondazione dell'Aquila.

## Geografia

### Territorio
Il castello di Forcella era situato al valico tra la conca aquilana e l'altopiano di Cascina, in posizione baricentrica tra i centri di Cagnano Amiterno, Preturo e Scoppito, ad un'altitudine di circa 849 metri s.l.m. Il toponimo deriva dal latino «furca», inteso come «valico» o più probabilmente «biforcazione», individuando così la diramazione della valle che si sviluppa in corrispondenza di Santi.
Ad oggi, con Forcella si intende una località sparsa comprendente le frazioni aquilane di Casaline, Menzano e la già citata Santi, conosciuta anticamente con il nome di Villa San Donato.

## Storia
Le notizie su Forcella sono assai scarne; le prime documentazioni risalgono al XII secolo quando è testimoniata la presenza di un castrum denominato Forcellam. Nel 1145 il borgo, con il nome di Forcella d'Amiterno, risulta tra i possedimenti del barone Tommaso di Preturo, unitamente al vicino castello di Cascina; a quella data, secondo lo storico Anton Ludovico Antinori, la popolazione di ciascuno dei due villaggi era di circa settantadue famiglie.
Originariamente Forcella era suddivisa in numerose ville: Casaline, Calende, Grotti, Foce, Menzano, Santa Maria del Cantiero e Villa San Donato. Disponeva inoltre di due fortificazioni: una a nord, il castello di Cesura, con vista dominante sull'alta valle dell'Aterno, ed una a sud, verso la piana di Preturo.
Nel XIII secolo partecipò — in maniera autonoma rispetto ai già citati castelli di Cascina e Preturo — alla fondazione dell'Aquila, ricevendo nel 1294, un locale nel quarto di San Pietro dove edificò la chiesa di Santa Margherita. Da questo momento è chiamata anche Forcella dell'Aquila o Forcella del Contado per distinguerla dall'omonimo paese della provincia di Teramo. In questo periodo divenne inoltre feudo della famiglia Antonelli, di origine umbra.
Nei secoli successivi, quindi, Forcella esistette sia intra moenia sia come Universitas fuori le mura. In questo senso, furono spesso accese le questioni riguardanti i suoi confini con i vicini castelli: quella con Preturo venne risolta solamente nel 1350, mentre quelle con Cagnano Amiterno e Scoppito si prolungarono fino anche al XIX secolo.
Con l'unità d'Italia, le ville sopravvissute di Forcella — Casaline, Menzano e Villa San Donato, quest'ultima nota in tempi recenti con il nome di Santi — vennero ricomprese nel comune di Preturo e, a partire dal 1927, in quello dell'Aquila.